# 6 Pieces of Silver
6 Pieces of Silver — студійний альбом американського джазового піаніста Хораса Сільвера, випущений у 1957 році лейблом Blue Note Records.

## Опис
Перший класичний альбом квінтету Гораса Сільвера, і на цій сесії особливо виділяються «Señor Blues» і «Cool Eyes». Ранній склад квінтету Сільвера 1956 року став основою гурту Jazz Messengers за рік до цього, з трубачем Дональдом Бердом, тенор-саксофоністом Генком Моблі і басистом Дугом Воткінсом (у той час як ударник Луї Гейз опинився на місці Арта Блейкі), однак гурт почав створювати своє власне звучання. «Señor Blues» зробила Сільвера знаменитим, а сам альбом поєднує у собі хард-боп і джаз з акцентом на госпел.  

## Список композицій
1. «Cool Eyes» (Горас Сільвер) — 5:55
2. «Shirl» (Горас Сільвер) — 4:16
3. «Camouflage» (Горас Сільвер) — 4:25
4. «Enchantment» (Горас Сільвер) — 6:22
5. «Señor Blues» (Горас Сільвер) — 7:01
6. «Virgo» (Горас Сільвер) — 5:41
7. «For Heaven's Sake» (Еліз Бреттон, Дональд Меєр, Едвардс Шермен) — 5:09

## Учасники запису
- Горас Сільвер — фортепіано
- Дональд Берд — труба (1 , 3-6)
- Генк Моблі — тенор-саксофон (1, 3-6)
- Дуг Воткінс — контрабас
- Луї Гейз — ударні

Технічний персонал
- Альфред Лайон — продюсер
- Руді Ван Гелдер — інженер
- Френсіс Вульфф — фотографія
- Рід Майлз — дизайн
- Леонард Фезер — текст